# Syconycteris hobbit
Syconycteris hobbit is een vleermuis uit het geslacht Syconycteris die voorkomt op de centrale bergen van Nieuw-Guinea, op 1860 tot 2700 m hoogte. Overal komt hij samen met S. australis, de belangrijkste andere soort van het geslacht, voor. S. hobbit heeft zijn naam te danken aan de harige voeten die zowel de vleermuis als de hobbits uit de boeken van J.R.R. Tolkien kenmerken.
Syconycteris hobbit is ongeveer even groot als S. australis, maar heeft een langere voorarm, langere, dichtere vacht, kortere, ronde oren en zeer harige voeten. Net als bij andere Syconycteris-soorten is de staart afwezig. De kop-romplengte bedraagt 61,2 tot 68,2 mm, de tibialengte 15,6 tot 16,5 mm, de oorlengte 11,1 tot 12,6 mm en het gewicht 15,0 tot 20,0 g.